# Heliconius colombinus
Heliconius colombinus är en fjärilsart som beskrevs av Otto Staudinger 1896. Heliconius colombinus ingår i släktet Heliconius och familjen praktfjärilar. Inga underarter finns listade i Catalogue of Life.